# Marmol
Marmol é uma cidade do Afeganistão, localizada na província de Balkh.